# 格拉弗爾頓 (密蘇里州)
格拉弗爾頓（英語：Gravelton）是位於美國密蘇里州韋恩縣的非建制地區。

## 歷史
格拉弗爾頓的郵局於1868年設立，其後於1956年停運。

## 地理
格拉弗爾頓所處的海拔為高於海平面149米（即489英呎），而該地所採用的時區為UTC-6，即北美中部時區（CST）。同時該地設有夏令時間，為UTC-6調快一小時，即UTC-5（CDT）。